# لاریسا فرانکلین
لاریسا فرانکلین (انگلیسی: Larissa Franklin؛ زادهٔ ۲۶ مارس ۱۹۹۳) بازیکن سافت‌بال اهل کانادا است.
وی در مسابقات کشوری و بین‌المللی در مجموع برندهٔ ۱ مدال طلا، ۱ مدال نقره، ۱ مدال برنز شده‌است.